# Aeroportul Martha's Vineyard
Aeroportul Martha's Vineyard (IATA: MVY, ICAO: KMVY, FAA LID: MVY) este un aeroport din Massachusetts, Statele Unite ale Americii ce deservește zona Comitatul Dukes. Aeroportul a fost tranzitat în 2019 de 105.584 de pasageri.
Situat la o altitudine de 20 m, aeroportul dispune de 2 piste.

## Infrastructură

### Piste
Aeroportul dispune de 2 piste. Pista 6/24 are suprafața de asfalt și dimensiunile 5.504 picioare × 100 picioare. Pista 15/33 are suprafața de asfalt și dimensiunile 3.328 picioare × 75 picioare. 